# Poša
Poša es un municipio del distrito de Vranov nad Topľou en la región de Prešov, Eslovaquia, con una población estimada a final del año 2024 de 1010 habitantes.
Se encuentra ubicado en el centro-sur de la región, cerca del río Topľa (cuenca hidrográfica del río Tisza) y de la frontera con la región de Košice.

## Demografía
| Año        | 1994 | 2004     | 2014     | 2024    |
| ---------- | ---- | -------- | -------- | ------- |
| Población  | 762  | 841      | 941      | 1010    |
| Diferencia |      | +10,36 % | +11,89 % | +7,33 % |

| Año        | 2023 | 2024    |
| ---------- | ---- | ------- |
| Población  | 996  | 1010    |
| Diferencia |      | +1,40 % |